# Frigyes Podmaniczky

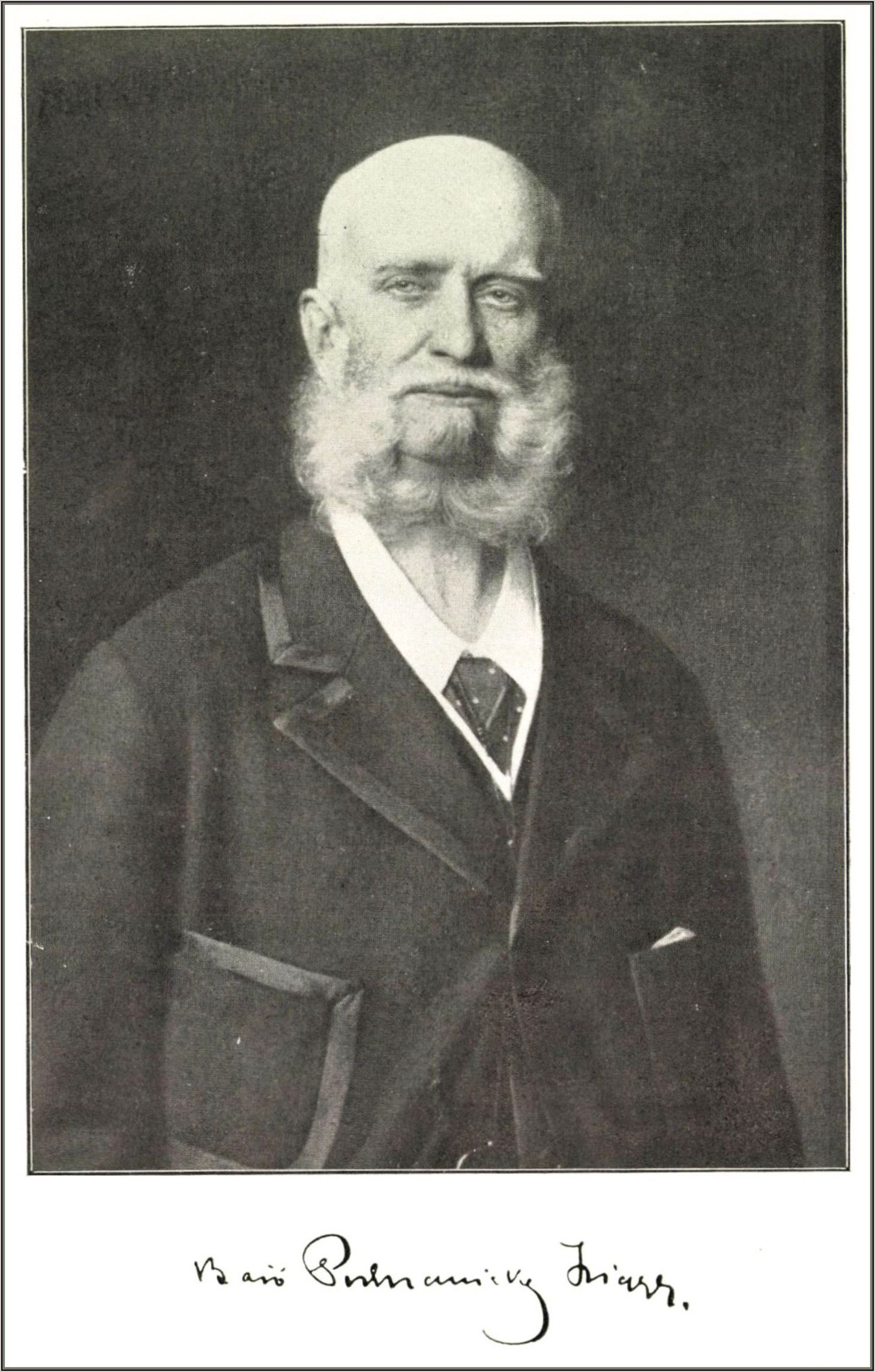
Frigyes Podmaniczky

Frigyes (Friedrich) Baron Podmaniczky von Aszód und Podmanin (* 20. Juni 1824 in Pest; † 19. Oktober 1907 in Budapest) war ein ungarischer Politiker, Schriftsteller und Theaterintendant. Er spielte eine entscheidende Rolle bei der Entwicklung Budapests zu einer Weltstadt.

## Leben
Frigyes Podmaniczky wurde in ein ungarisches Adelsgeschlecht mit slawonischen Wurzeln geboren. Seine frühe Kindheit verbrachte er auf den Gütern seiner Familie in Aszód und zog später nach Pest, wo er das Evangelische Gymnasium besuchte. Er studierte ab 1842 Jura in Käsmark und war bis 1847 Unternotar des Komitats Pest-Pilis-Solt-Kiskun. Im selben Jahr wurde er Mitglied der Magnatentafel im Pester Parlament.
Im Ungarischen Unabhängigkeitskrieg 1848/49 diente er als Husaren-Kapitän und wurde nach der Niederschlagung zu einem Jahr Strafdienst als einfacher Soldat in der k. k. Armee verpflichtet. Nach seinem Militärdienst zog er sich auf seine Güter in Aszód zurück und schrieb mehrere belletristische Werke. Er verfasste in dieser Zeit auch zahlreiche Berichte über seine Reisen nach Russland, Schweden und Dänemark, und wurde 1859 zum korrespondierenden Mitglied der Ungarischen Akademie der Wissenschaften gewählt.
1860 wurde er für die Stadt Szarvas in den Reichstag gewählt, und wurde kurz darauf Vizepräsident der Repräsentantentafel. 1871 wurde er Mitglied und 1873 Vizepräsident des hauptstädtischen Rats für öffentliche Arbeiten. Er spielte eine große Rolle bei der Planung und dem Bau der Ringstraßen (Kiskörút und Nagykörút), der Prachtstraße Andrássy út, dreier Donaubrücken (Margaretenbrücke, Elisabethbrücke und Freiheitsbrücke) und dem Ausbau des Donauufers. Zudem veranlasste er den Bau des Millenniumsdenkmals, der Fischerbastei, des Opernhauses, des Parlaments und einiger Stadtviertel. 1875 wurde er für zehn Jahre Intendant des ungarischen Nationaltheaters, und für kurze Zeit nach ihrer Fertigstellung auch Intendant der Staatsoper. Ab 1899 war er bis zu ihrer Auflösung 1905 der Vorsitzende der Liberalen Partei. Podmaniczky zog sich mit 81 Jahren aus der Politik zurück und verbrachte die letzten Jahre bis zu seinem Tod 1907 im Bezirk Elisabethstadt (VII.) von Budapest.
Ihm zu Ehren heißt ein Platz im V. Budapester Bezirk Podmaniczky Frigyes tér.